# Tritteling-Redlach
Tritteling-Redlach é uma comuna francesa na região administrativa de Grande Leste, no departamento de Mosela. Estende-se por uma área de 6 km². Em 2010 a comuna tinha 536 habitantes (densidade: 89,3 hab./km²).